# Equal Pay Act

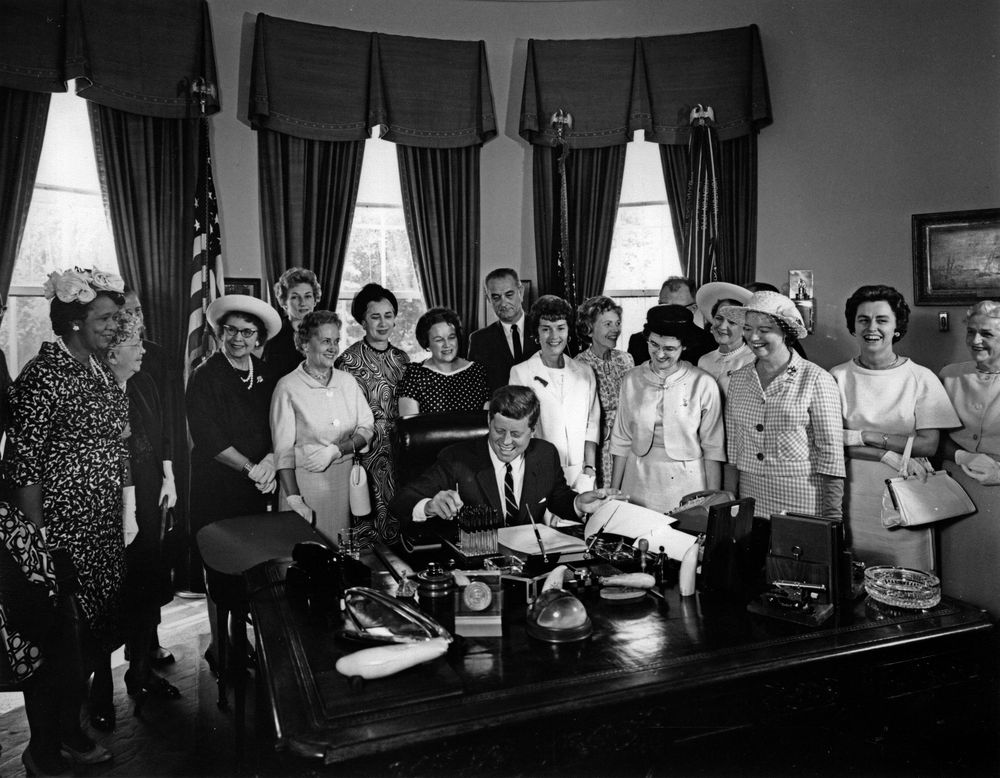
John F. Kennedy promulguant le projet de loi « Equal Pay Act » aux côtés de membres de l'American Association of University Women.

L'Equal Pay Act est une loi fédéral américaine de 1963, concernant l'égalité des salaires dans le droit du travail aux États-Unis et modifiant le Fair Labor Standards Act. La loi vise à supprimer les disparités salariales entre hommes et femmes.
Il est adopté à la Congrès des États-Unis par 369 contre 9 le 23 mai 1963.
Promulgué le 10 juin 1963 par John Fitzgerald Kennedy dans le cadre de son programme Nouvelle Frontière, l'adoption du projet de loi par le Congrès des États-Unis, met officiellement fin à la discrimination salariale fondée sur le sexe.